# Елеонора Марія Австрійська
Елеонора Марія Австрійська (нім. Eleonore Maria Josefa von Österreich; 31 травня 1653, Регенсбург — 17 грудня 1697, Відень) — австрійська ерцгерцогиня і лотаринзька, королева-консорт, дружина короля Речі Посполитої, Великого князя Литовського і Руського Михайла Корибута Вишневецького, дочка імператора Священної Римської імперії, володаря Чехії й Угорщини Фердинанда III та Елеонори Гонзага.

## Біографія
Її батько помер, коли їй виповнилося чотири роки. Елеонора Марія разом із сестрою Марією Анною росла у Відні під наглядом матері.
27 лютого 1670 в монастирі Ясна Гора Елеонора Марія вийшла заміж за короля Польщі Михайла Корибута Вишневецького. Шлюб був укладений з політичних мотивів, нареченій було тільки 17 років. Король помер через три роки, а їх єдиний син помер при народженні.
Повернувшись до двору, ерцгерцогиня зустріла там найкращого друга її брата, Карла V герцога Лотаринзького, вимушеного покинути свої землі, окуповані Францією. Різниця в статусі заважала їхнім стосункам, проте через п'ять років відносин вони одружилися з дозволу імператора. Весілля відбулося 6 лютого 1678 у Вінер-Нойштадт. Леопольд I призначив Карла намісником у місті Тіроль.
Герцогиня народила шістьох дітей, з яких вижили четверо. Після смерті чоловіка вона боролася за повернення сину Лотаринзького герцогства. Незадовго до її смерті був підписаний Рейсвейкський мирний договір, за яким Франція поступалася герцогством. Елеонора Марія померла у віці 44 років, переживши мати, сестер і чоловіка. Похована у Капуцинеркірхе.

## Родина
1 Чоловік — Міхал Корибут Вишневецький
Діти: єдиний син помер при народженні
2 Чоловік — Карл V, герцог Лотаринзький
Діти:
- Леопольд I, герцог Лотаринзький
- Карл Йозеф Лотаринзький
- Франц Йозеф Лотаринзький (1689—1715)
- Елеонора Лотаринзька
- Карл Фердинанд Лотаринзький

## Нагороди
- Золота троянда (нагорода папи римського) (1672)

## Зображення

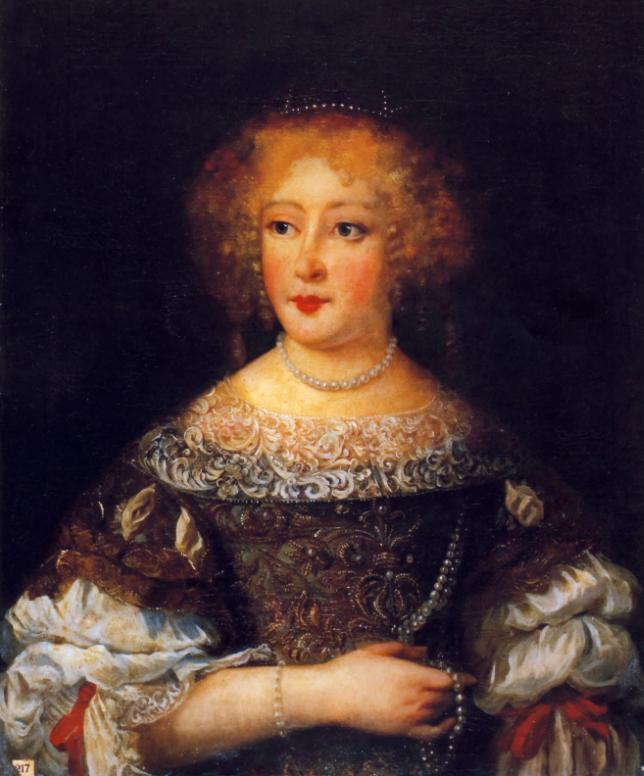
Елеонора Марія, невідомий художник 1673
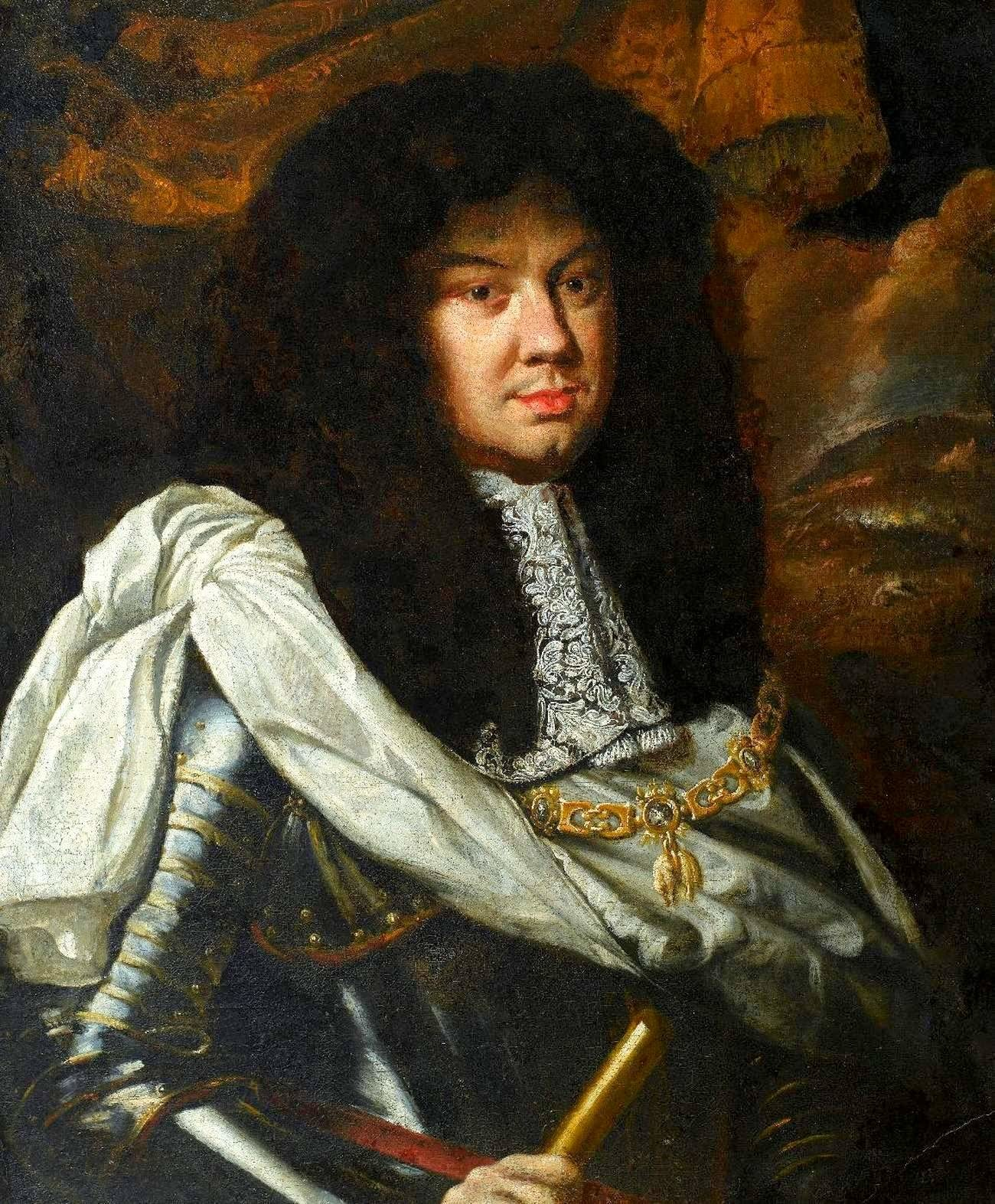
Міхал I, невідомий художник 1669
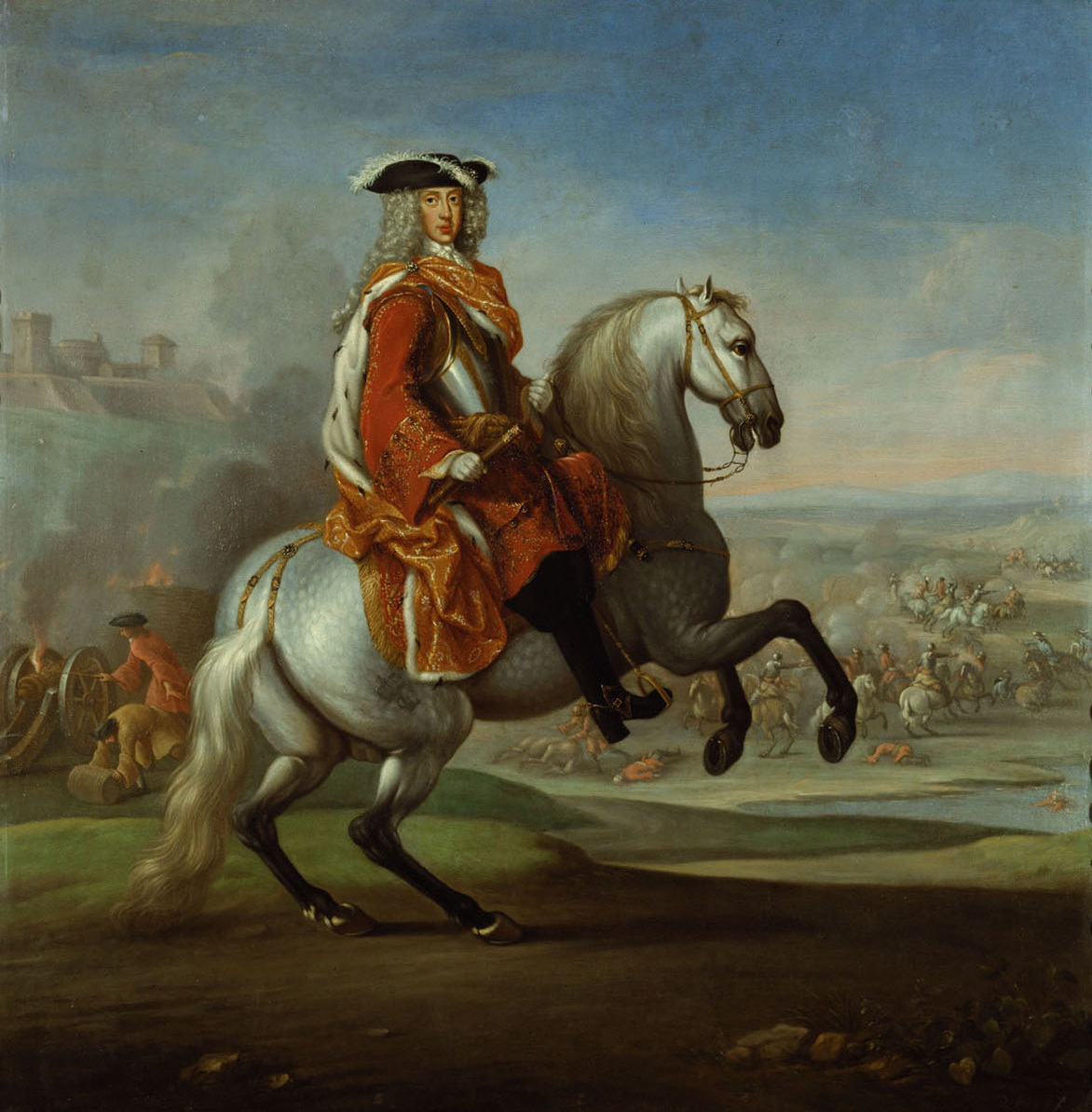
Карл V (герцог Лотарингії), невідомий художник
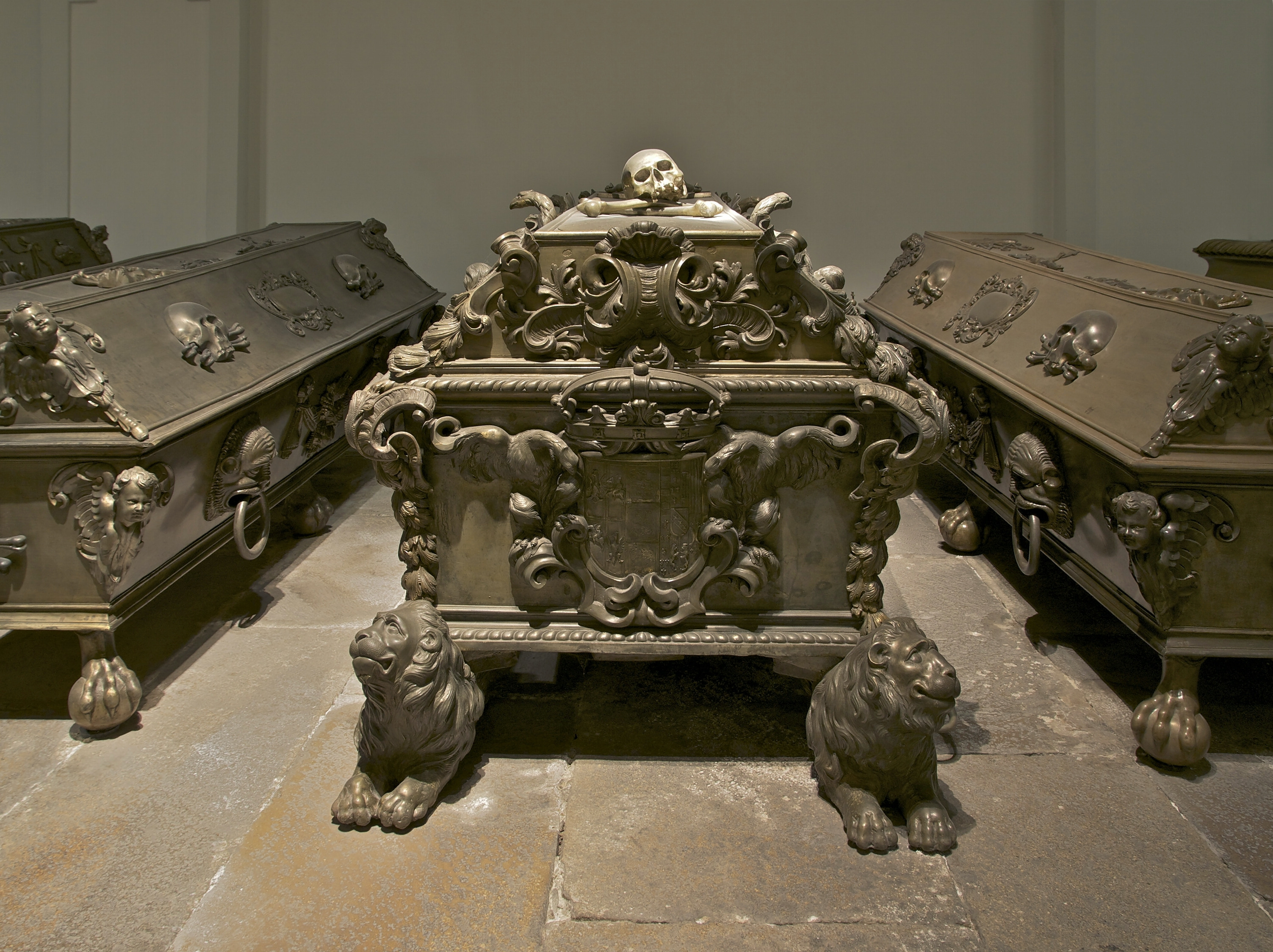
Саркофаг Елеонори, Відень Австрія